# Station Natrup-Hagen
Station Natrup-Hagen (Bahnhof Natrup-Hagen) is een spoorwegstation in de Duitse plaats Natrup-Hagen in de gemeente Hagen am Teutoburger Wald, in de deelstaat Nedersaksen. Het station ligt aan de spoorlijn Wanne-Eickel - Hamburg. Op het station stoppen alleen regionale treinen.
Het station telt twee perronsporen. De perrons zijn niet direct met elkaar verbonden. Het spoor kan worden overgestoken door middel van een viaduct over het spoor aan de Industriestrasse. Het station is rolstoeltoegankelijk, maar biedt enkel barrièrevrije toegang tot de trein van Eurobahn.
Het voormalig stationsgebouw, dat zich bevond aan de oostzijde van het spoor, is in februari 2022 afgebroken. Tot november 2017 werd het gebouw nog gebruikt als seinhuis, een functie die overbodig werd na de ingebruikname van het ESTW Osnabrück.

## Treinverbindingen
Sinds de dienstregeling van 2020 stoppen op Station Natrup-Hagen de treindiensten RE2 en RB66. RB66 van Keolis Eurobahn stopt elk uur per richting, terwijl de RE2 van DB enkel eenmaal per 2 uur stopt. Het andere uur wordt Natrup-Hagen overgeslagen. Sinds deze dienstregeling is er niet langer een speciale versterking tijdens de spitsuren van RB66, maar is Natrup-Hagen met een hogere frequentie over de gehele dag verbonden door de toevoeging van RE2.
| Serie | Treinsoort                      | Route | Bijzonderheden      |
| ----- | ------------------------------- | --- | ------------------- |
| RB 66 | Regionalbahn (eurobahn)         | Münster Hbf – Lengerich (Westf) – Natrup-Hagen – Osnabrück Hbf                                                                                     | Teuto-Bahn          |
| RE 2  | Regional-Express (DB Regio NRW) | Osnabrück Hbf – Natrup-Hagen – Münster Hbf – Recklinghausen Hbf – Wanne-Eickel Hbf – Gelsenkirchen Hbf – Essen Hbf – Duisburg Hbf – Düsseldorf Hbf | Rhein-Haard-Express |